# الإقبال (رواية)
الإقبال هي رواية غامضة بقلم ميغان أبوت نُشرت في 3 أغسطس 2021 عن دار أبناء ج. ب. بتنام. وفي نفس العام فازت الرواية بجائزة لوس أنجلوس تايمز للكتاب عن فئة الغموض/الإثارة [الإنجليزية].

## الجوائز
| سنة  | جائزة                                           | نتيجة                      | المرجع. |
| ---- | ----------------------------------------------- | -------------------------- | ------- |
| 2021 | محرري بوكليست: كتب للشباب البالغين              | أختيرت                     | [ 5 ]   |
| 2021 | جائزة لوس أنجلوس تايمز للكتاب عن الغموض/الإثارة | الفائزة                    | [ 6 ]   |
| 2022 | أفضل رواية عن الغموض والإثارة في بوكليست        | أفضل 10                    | [ 7 ]   |
| 2022 | جائزة كتاب الإثارة الدولية للرواية              | المتأهلة للتصفيات النهائية | [ 8 ]   |